# Indicele puterii de cumpărare a banilor
Puterea de cumparare a banilor(PCB) reprezinta cantitatea de bunuri si de servici care poate fi achizitionata la un moment dat cu o unitate monetara, se afla in relatie indirecta cu IP(indicele preturilor)
Indicele puterii de cumpărare a banilor este un definit prin relația matematică:
{\displaystyle IPCB={\frac {IM}{IP}}*100}
{\displaystyle IM={\frac {M1}{M0}}*100}
{\displaystyle IP={\frac {P1}{P0}}*100}
unde :
- IM - indice masă monetară
- M1 - volumul masei monetare din t1
- M0 - volumul masei monetare din t0
- P1 - pretul din t1
- P0 - pretul din t0
- IP - indice prețuri.